# Victor Lange
Victor Hermann Walter Lange (* 13. Juli 1908 in Markranstädt; † 29. Juni 1996 in Princeton, New Jersey) war ein deutsch-amerikanischer Germanist und Anglist.

## Leben
Lange wurde als Sohn eines Juristen geboren. Er lernte von 1919 bis 1928 an der Thomasschule zu Leipzig. Danach studierte er Anglistik an der University of Oxford, bei Paul Joachimsohn, Wilhelm Pinder und Karl Vossler an der Ludwig-Maximilians-Universität München, bei Walter Goetz, Hermann August Korff, Theodor Litt und Joachim Wach an der Universität Leipzig und an der Sorbonne in Paris. Von 1930 bis 1931 studierte er als Gertrud Davis Fellow an der University of Toronto und promovierte 1934 mit der Dissertation Die lyrische Anthologie im England des 18. Jahrhunderts (1670–1780) bei Levin Ludwig Schücking an der Universität Leipzig zum Dr. phil.
Er lehrte danach in Toronto, ab 1938 an der Cornell University und von 1945 bis 1946 am Smith College. 1942 wurde er Ehrenmitglied der Phi Beta Kappa und 1944 US-amerikanischer Staatsbürger. Ab 1957 wirkte er dann an der Princeton University. Bis 1977 war er John N. Woodhull Professor of Modern Languages ebenda. Seit 1934 war er Mitglied der Modern Language Association und ab 1957 der Deutschen Schillergesellschaft. 1950 und 1967 war er Guggenheim-Stipendiat und wurde 1962 Honorarprofessor an der Freien Universität Berlin. 1959 wurde er mit dem Großen Verdienstkreuz der Bundesrepublik Deutschland ausgezeichnet. 1966 erhielt er die Goethe-Medaille in Frankfurt und 1966 den Friedrich-Gundolf-Preis der Deutschen Akademie für Sprache und Dichtung, dessen Mitglied er seit 1957 war. 1985 erhielt er die Chancellor's Citation der University of California und 1993 die Goldene Goethe-Medaille der Goethe-Gesellschaft in Weimar. 1966 organisierte er das deutschsprachige Schriftstellertreffen der Gruppe 47 und 1970 der Internationalen Vereinigung für Germanische Sprach- und Literaturwissenschaft, deren Präsident er war, in Princeton. Von 1980 bis 1989 war er Gründungspräsident der Goethe Society of North America. Außerdem war er Mitglied im P.E.N.-Club.